# Ajuterique
Ajuterique – gmina (municipio) w środkowym Hondurasie, w departamencie Comayagua. W 2010 roku zamieszkana była przez ok. 11,4 tys. mieszkańców. Siedzibą administracyjną jest Ajuterique.

## Położenie
Gmina położona jest w południowej części departamentu. Graniczy z 3 gminami:
- Comayagua od północy i wschodu,
- Lejamaní i La Paz od południa.

## Demografia
Według danych honduraskiego Narodowego Instytutu Statystycznego na rok 2010 struktura wiekowa i płciowa ludności w gminie przedstawiała się następująco:
| Wiek       | 0–3   | 4–6 | 7–12  | 13–17 | 18–24 | 25–64 | 65+ | razem  |
| Ajuterique | 1 164 | 838 | 1 668 | 1 282 | 1 498 | 4 323 | 602 | 11 374 |
| Mężczyźni  | 572   | 420 | 856   | 641   | 738   | 2 064 | 263 | 5 553  |
| Kobiety    | 592   | 418 | 812   | 641   | 760   | 2 259 | 339 | 5 821  |